# Димен, Байрон
Байрон Димен (англ. Byron Diman; 5 августа 1795 — 1 августа 1865) — американский политик, занимавший должности вице-губернатора и губернатора Род-Айленда (19-й губернатор штата).
Димен родился в Бристоле, штат Род-Айленд 5 августа 1795 года и окончил частную школу, где сформировались его литературные вкусы. Он хорошо разбирался в английской литературе и всеобщей истории. Димен поддерживал дружбу с Джеймсом де Вулфом и занимался китобойным промыслом и был тесно связан с деловыми интересами Бристола. Он был страховщиком, а затем и президентом Бристольской паровой мельницы, директором мельницы в городе Поканокет и президентом Банка Бристола.
Димен активно занимался политикой, будучи сторонником вигов школы Генри Клея. Он был членом законодательного собрания штата и делегатом на съезде партии вигов во время выдвижения генерала Уильяма Генри Гаррисона на пост президента. Во время восстания Дорра Димен был членом Совета губернатора. В 1846 году он был избран губернатором штата, но отказался баллотироваться на переизбрание или идти в Сенат. Димен занял должность комиссара по делам неимущих, слепых, глухих и немых, обязанностям которой он уделял большое внимание. Позже Димен помог организовать Республиканскую партию в Бристоле и поддерживал президента Линкольна.
Димен умер от инсульта в своей резиденции в Бристоле 1 августа 1865 года. Он был дважды женат: сначала на Эбби Олден Уайт, дочери Генри Уайта, доктора богословия, от которой у него было четверо детей. Второй женой Димана была Элизабет Энн Лискомб; от неё был один ребёнок, который пережил самого Димена.